# Rolando Algandona
Rolando Algandona (Panama, 12 aprile 1989) è un calciatore panamense, difensore del Sporting'89 San Miguelito.